# オランダの涙

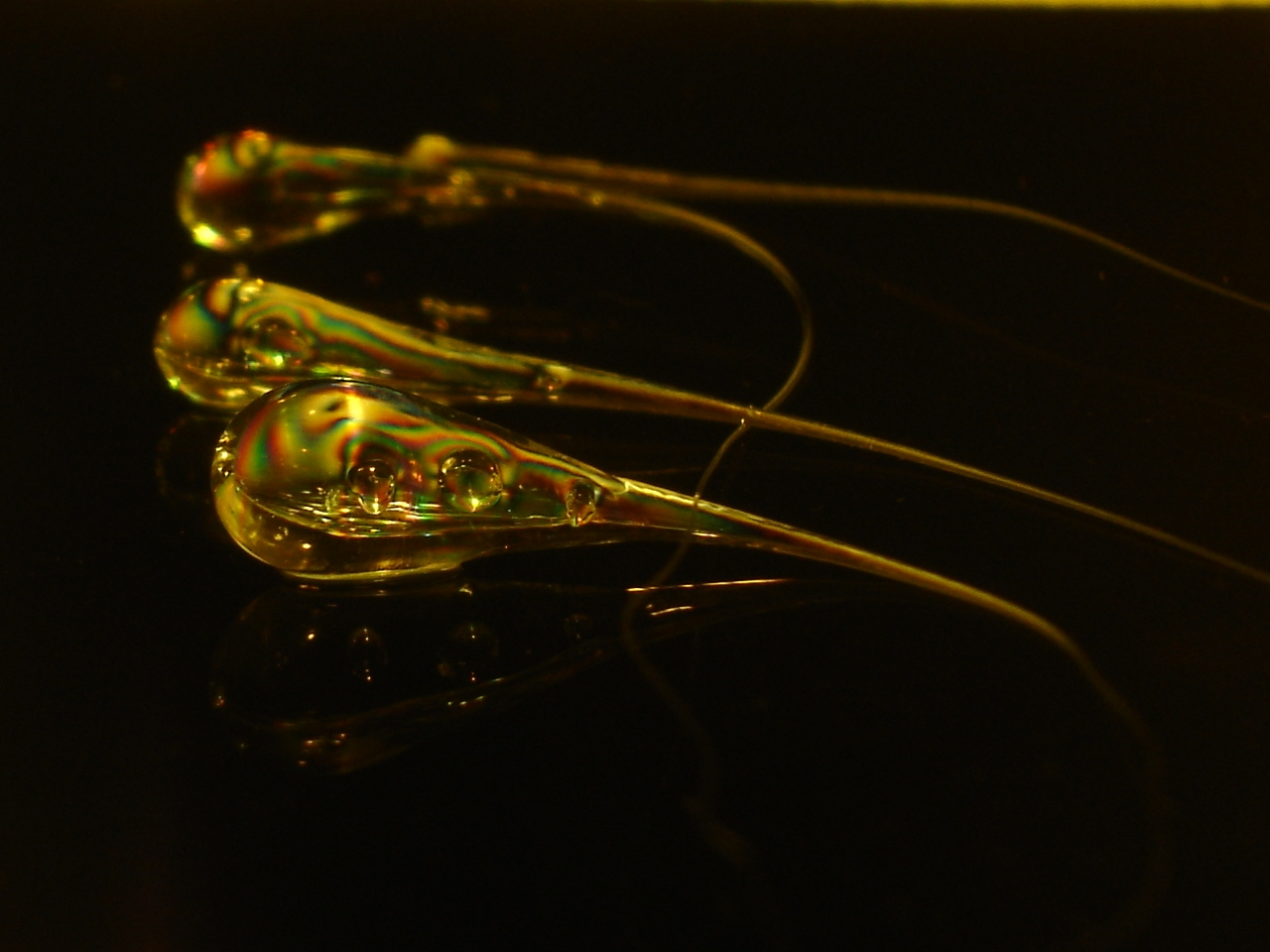
オランダの涙。中の泡は真空である。

オランダの涙（オランダのなみだ、英語: Prince Rupert's Drop）は、溶融させたガラスを冷水に落として作られた滴形のガラス製の物体である。頭部は極めて高い耐久性を持つ反面、滴の尻尾部を折ると全体が爆発的に破砕する特徴を持つ。

## 概要
17世紀にはヨーロッパのガラス工房でその存在が知られていた。英語では、Prince Rupert's Dropと呼ばれ、これは、1661年にイギリスで行われた実験に立ち会ったカンバーランド公ルパートにちなむ。このため日本語でもプリンス・ルパートの滴あるいはルパートの滴ともいう。
水中に落ちた溶融ガラスはオタマジャクシの尾が細長くなったような滴型に冷却される。溶融ガラスを冷水に落とすと、滴の内部が熱いまま外側が急速に冷却される。最終的にガラスの内部まで冷却される頃には既に固体化している外側部分が内側に向かって収縮している。この収縮で外側部には非常に大きな圧縮応力がかかり、核部分は引張応力の状態となる。これは強化ガラスと考え方は同じである。
頭部はハンマーによる打撃にも耐えられるが、尻尾部を折ると全体が爆発的に破砕する。このように、非常に高い残留応力により特殊な性質を持つ。オランダの涙自体は粉々になるので破片で怪我をすることは無いが、破砕実験をガラスの瓶や容器内で行うと、容器が砕け散る程の破壊力があるので破損し手を切る恐れがあるため、厚手のビニール袋の中で行う等安全に配慮すべきである。

## 破砕
尾の部分が破損すると、不定形の原子構造に蓄えられた巨大なポテンシャルエネルギーが解放され、それが超高速で材料中を伝播し破砕する。
ハイスピードカメラで破砕の瞬間を撮影したところ、尻尾部分で開始されるき裂前縁が 1450 - 1900メートル毎秒の速度で頭部の張力ゾーンへ向かって伝播するのが明らかにされた。
滴を偏光板を通して観察するとその内部応力が綺麗な模様となって浮かび上がる。